# David Hodo
David Hodo (Palo Alto, California, 7 de julio de 1947) es un cantante y músico estadounidense, reconocido por haber interpretado al obrero de construcción en la agrupación de música disco Village People entre 1978 y 2013.

## Biografía
Hodo nació en Palo Alto, California. Se graduó en 1969 en la Universidad estatal de California en Sacramento, donde actuó en una gran cantidad de producciones teatrales y musicales, incluyendo a Oh, What a Lovely War!, Carnival y Ricardo III. En 1972 se trasladó a la ciudad de Nueva York donde hizo parte de algunos musicales de Broadway, incluyendo a Funny Girl. En dicha ciudad fue reclutado por los productores Jacques Morali y Henri Belolo para que hiciera parte de la agrupación Village People, en la que interpretó el personaje del obrero.